# Griechische Klassik (Kunst)
Als Klassik bezeichnet man in den Klassischen Altertumswissenschaften, insbesondere der Klassischen Archäologie, die Epoche, die mit den innergriechischen Umbrüchen gegen Ende des 6. Jahrhunderts v. Chr. eingeleitet wird und mit den Siegen der Griechen gegen die von Persien drohende Gefahr in den Schlachten bei Marathon 490 v. Chr., Salamis 480 v. Chr. und Plataiai 479 v. Chr. beginnt. Der hierdurch eingeleitete Wandel macht sich vor allem in der Kunst und der Architektur, aber auch in der Malerei und Vasenmalerei, in der Dichtkunst, der Philosophie und Literatur bemerkbar. Mit dem Tod Alexanders des Großen und den sich anschließenden Machtkämpfen, Gebietsaufteilungen und Herrschaftsformen der Diadochenzeit im Jahr 323 v. Chr. endet die Zeit der griechischen Klassik. Sie steht zeitlich zwischen der archaischen Kunst und der des Hellenismus.
Obwohl die „klassische Zeit“ sich über einen Zeitraum von anderthalb Jahrhunderten erstreckt, stellt sie keinen monolithischen Block dar. Vielmehr lässt sich dieser Zeitraum anhand stilistischer Kriterien in weitere Einheiten aufteilen, die mehr oder minder fließend ineinander übergehen, in ihrer festgefügten Form sich aber deutlich voneinander absetzen lassen. Die Klassische Archäologie unterscheidet hierbei folgende Stilstufen:
- Frühklassik oder Strenger Stil 480 bis 450 v. Chr.
- Hochklassik 450 bis 430/420 v. Chr.
- Reicher Stil 430/420 bis 400/390 v. Chr.
- Spätklassik 400/390 bis 330/323 v. Chr.

Diese Stilstufen korrelieren mit keinen auffälligen historischen Ereignissen. Im Gegensatz zu den Umbrüchen zu Beginn und Ende der Epoche beeinflusste beispielsweise der Peloponnesische Krieg in keiner Weise die Entwicklung der Bildenden Kunst und die um 430/20 v. Chr. entwickelten Formen des Reichen Stils werden noch bis etwa 390 v. Chr. weitergeführt. Sieht man den Reichen Stil hingegen selbst als Zeugnis des Übergangs und Umbruchs, dann wäre der Krieg der einzige äußerlich gliedernde und wirkende Faktor auf die Kunst dieser Zeit.

## Frühklassik oderStrenger Stil

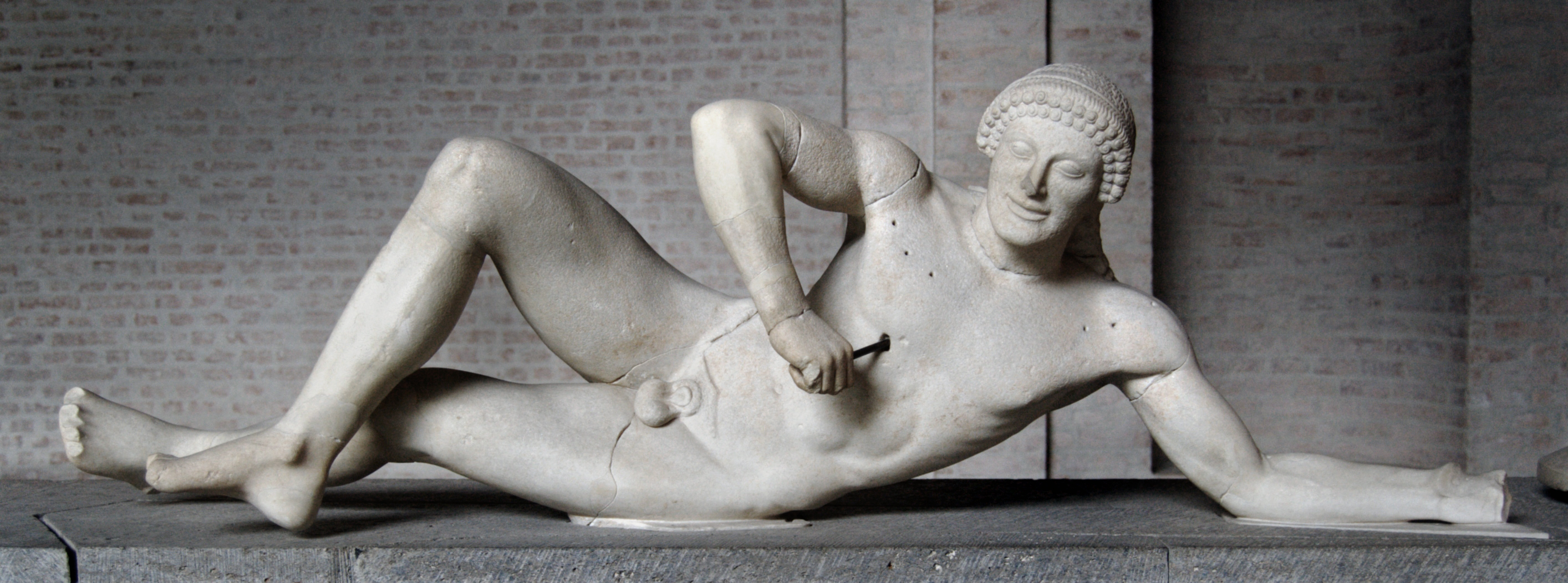
Krieger aus dem Westgiebel des Aphaiatempels; Glyptothek, München

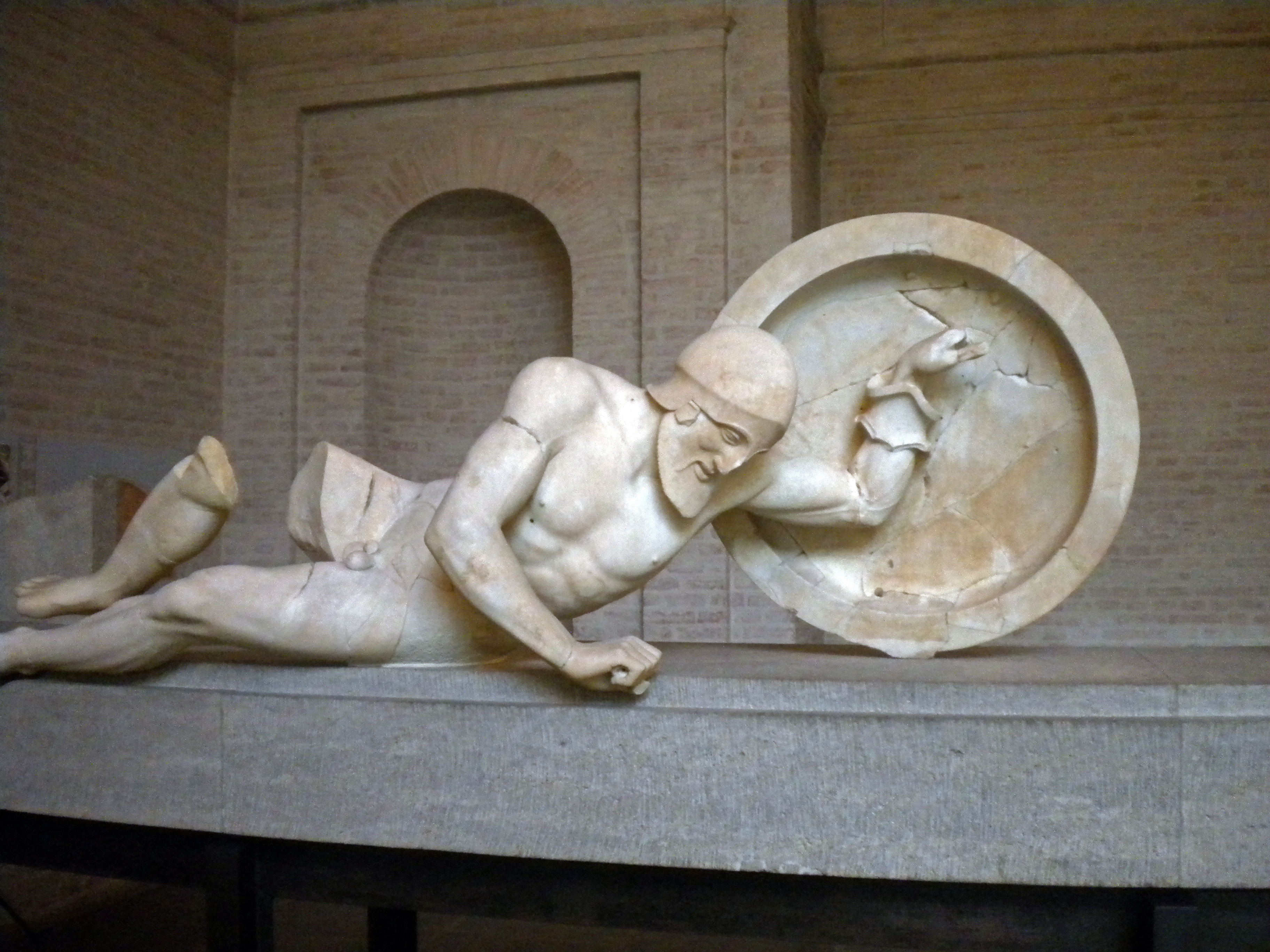
Krieger aus dem Ostgiebel des Aphaiatempels; Glyptothek, München

Am deutlichsten wird der Übergang von der archaischen Kunst des 7. und 6. Jahrhunderts v. Chr. zum Strengen Stil an den beiden Giebeln des Aphaiatempels auf der griechischen Insel Ägina. Beide Giebel stellen Kampfszenen dar. Während aber am 510/500 v. Chr. geschaffenen Westgiebel die Figuren noch ganz in archaischer Geschlossenheit und Selbstbezogenheit dargestellt werden und sich in plakativer Flächigkeit und Frontalität zeigen, beginnen die Darstellungen des 15 Jahre jüngeren Ostgiebels mit Drehbewegungen den durch das Giebeldreieck vorgegebenen Darstellungsraum auch in seiner dritten Dimension, der Tiefe, zu füllen. Das archaische Lächeln ist hier verschwunden und macht einem neuen Ernst Platz, der zum Strengen Stil überleitet.
Dieser tritt in voller Ausprägung mit dem sogenannten „Kritios-Knaben“ in Erscheinung. Obwohl motivisch noch der Kouros archaischer Zeit zu erkennen ist, zeigt der wohl bald vor 480 v. Chr. geschaffene Knabe alle Gestaltungsansätze, die für die klassische Kunst verbindlich werden: Klare Unterscheidung zwischen Stand- und Spielbein, dadurch ausgelöste Ponderation, die sich in der leichten Hebung der Hüfte auf der Standbeinseite abzeichnet. Werner Fuchs prägte für das Gestaltungsmuster den Begriff „antistrophischer Parallelrhythmus“, bei dem eine Körperseite die nach vorn drängende Aktion trägt, während die andere Seite zurückgenommen wird. Bis zu den Schultern entwickelt sich die Differenzierung der Ponderation noch nicht, aber mit der leichten Drehung des Kopfes, dem tiefen Ernst des Gesichtsausdrucks kommt eine andere Auffassung vom Menschen zur Darstellung, als dies zuvor denkbar war. Ein Seelenzustand wird erfahrbar, den die archaische Kunst nicht kannte.
Nach den verspielten Gewändern vor allem spätarchaischer Zeit werden diese nun schlichter, die Materialität „schwerer“. Die Giebelfiguren des Zeustempels von Olympia zeigen diese Tendenz besonders gut. Bronze gewinnt bei der Herstellung von Statuen zunehmend an Bedeutung, der Bronzeguss meistert nun auch großformatige, lebensgroße Statuen, wie etwa die 477/76 v. Chr. geschaffene Gruppe der Tyrannentöter der Erzgießer Kritios und Nesiotes oder die Bronzestatuen von Riace. Bedeutende Bildhauer der Hochklassik schufen während der Zeit des Strengen Stils ihre ersten Werke. Zu nennen sind hier Myron, Phidias und Polyklet.
Die Errichtung monumentaler Tempel verbreitet sich in Griechenland, Kleinasien, aber auch in Großgriechenland und zeugt von einem neuen Selbstbewusstsein der Auftraggeber. Als prominentestes Beispiel dieser Zeitstellung sei auf den um 460 v. Chr. errichteten Zeustempel im Heiligtum von Olympia verwiesen, auch „Tempel E“ im Heraion von Selinunt gehört dieser Zeitstellung an.

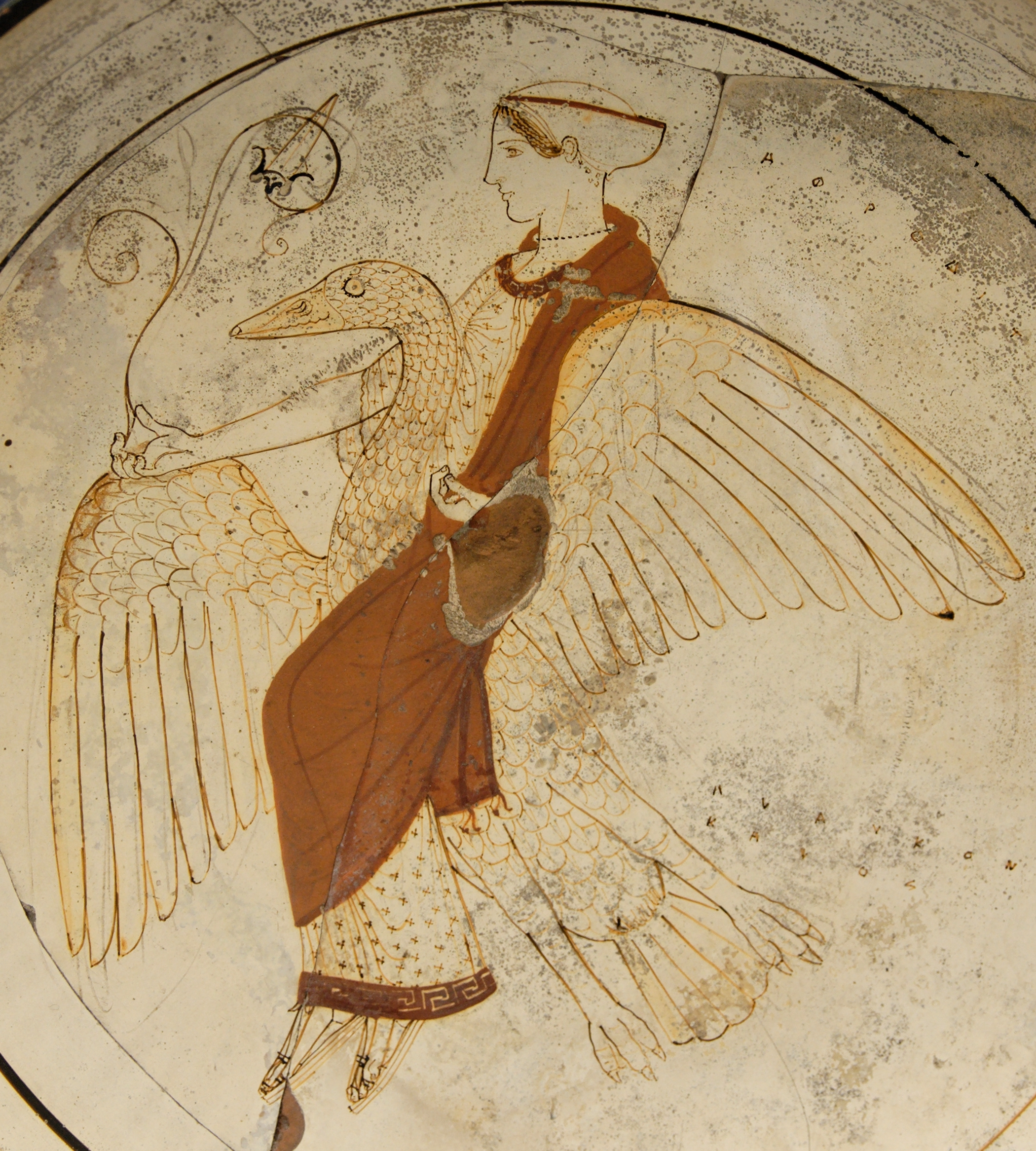
Schale des Pistoxenos-Maler, 480 v. Chr.; British Museum, London

Die griechische Vasenmalerei entwickelt die gegen Ende des 6. Jahrhunderts v. Chr. eingeführte Rotfigurige Vasenmalerei weiter, trägt nun aber in der Darstellung von Gewändern eine größere Plastizität vor und wandelt auch den Inhalt ihrer Darstellung nachhaltig. Nicht mehr der konkrete Moment eines bestimmten Ereignisses, sondern der Weg dorthin, das unmittelbare Davor wird wichtiger Inhalt. Gleichwohl ist mit dem Beginn der Klassik die hohe Zeit der Vasenmalerei vorbei und die Künstler wenden sich in der Folgezeit der Wandmalerei zu.

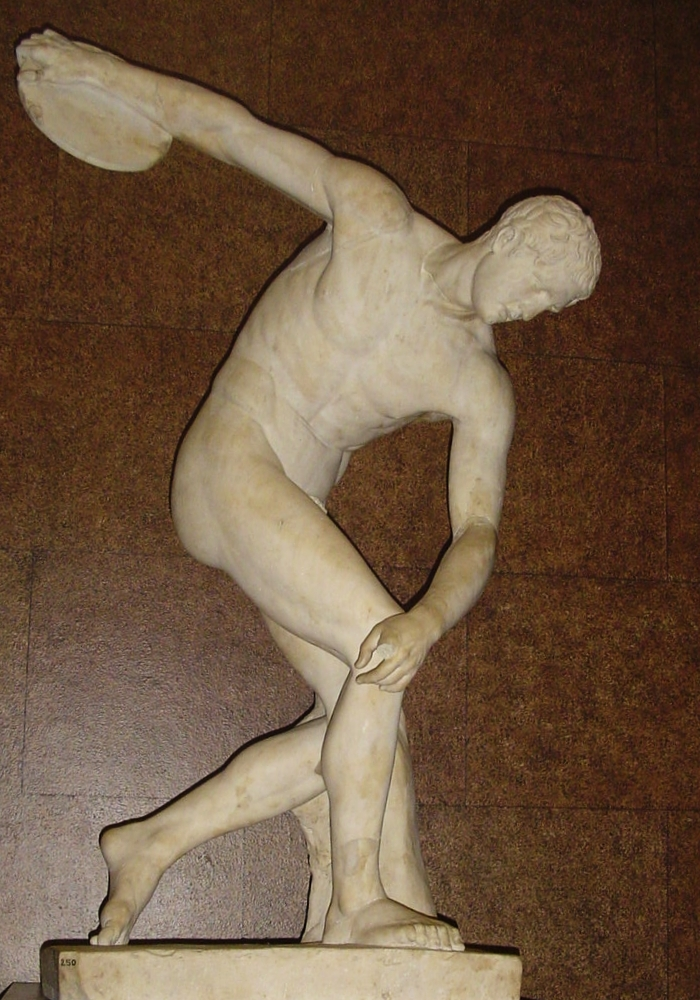
Diskobolos, römische Marmorkopie aus der Villa Adriana. British Museum, London

An der Entwicklung nehmen dennoch nicht alle Gebiete des griechischen Kulturraumes gleichermaßen teil. Durchaus sind für den Beginn der Frühklassik noch gleichzeitige Werke nachzuweisen, die ganz in archaischer Tradition stehen, wie etwa das um 480/470 v. Chr. errichtete Grabmal eines lykischen Fürsten in Xanthos, das „Harpyienmonument“. Der Fries des Monumentes zeigt hinsichtlich der Komposition, aber auch in Haar- und Gewandbildungen spätarchaische Formensprache, das archaische Lächeln ist aber auch dort bereits verschwunden. Überhaupt hält sich in Denkmälergattungen, die traditionell eher beharrend sind wie die Grabreliefs, archaisches Formgut, archaische Linearität in der Darstellung länger als in freieren Gattungen. Das sogenannte „Leukothea-Relief“, ebenfalls aus der Zeit um 480/470 v. Chr. weist trotz der neuen Körperlichkeit und der innigen Beziehung der Dargestellten deutlich archaische Stilisierung bei Haaren und Gewändern auf.
Bereits der Antike war bewusst, dass in der Zeit der Perserkriege auf dem Gebiet der Kunst etwas Neues begonnen hatte, das in einer Vorstufe die um 450 v. Chr. beginnenden Hochklassik einleitete und sich von Älterem deutlich absetzte. So galt beispielsweise der ab etwa 490/480 v. Chr. wirkende Pythagoras aus Rhegion der römischen Kunstgelehrsamkeit als Neuerer. Denn „er drückte zuerst Sehnen und Adern aus und behandelte das Haar sorgfältiger“ als seine Vorgänger. Sicher erfand Pythagoras diese Art der Darstellung nicht, aber mit einer Künstlerpersönlichkeit zu verbinden, war das Phänomen vielleicht zuerst bei ihm.
Laut Diogenes Laertios war Pythagoras auch der erste, der sich in seinem Werk den Problemen der Symmetria und des Rhythmos widmete. Das vor dem 5. Jahrhundert v. Chr. nicht belegte Wort Symmetria meint im antiken Wortverständnis das Maßverhältnis, in dem verschiedene Aspekte ein und derselben Sache zueinander stehen, und kann auf „feucht“–„trocken“, „warm“–„kalt“, auf Gebäudeteile und Bauglieder, aber auch auf die Gliedmaßen eines Körpers bezogen werden. Symmetria ist im Gegensatz zu Asymmetria immer das „gute und richtige“ Maßverhältnis. Rhythmos meint in seiner Grundbedeutung die geregelte Bewegung, übertragen dann eine innerhalb einer Ordnung sich fortpflanzende Fügung der Teile, eine sich im Ganzen fortbewegende Beziehung der Teile zueinander. Mit Pythagoras setzt die Auseinandersetzung mit solchen Forderungen ein. Dem wenig jüngeren Myron wird attestiert, dass er – obwohl noch roh in der Darstellung des Scham- und Haupthaares wie in der älteren Kunst zuvor – als erster die Wahrheit vervielfältigt habe. Allerdings habe er (noch) nicht das Gefühl oder die Stimmung der Seele wiedergegeben; gleichwohl war er abwechslungsreicher und in der Festlegung seiner Symmetria sorgfältiger gewesen als Polyklet. Im Werk Myrons, vielleicht erst in seinem Spätwerk, ist also, was Pythagoras einführte, so weit entwickelt, dass selbst Polyklet es nicht erreichen konnte: Die Symmetria. Zugleich fehlte ihm noch die seelische Ausdruckskraft. Quintilian lobt an Myron die Bewegtheit seiner Statuen, mit denen er die Starre früherer Zeit mit ihren hängenden Armen und geschlossenen Füßen – gemeint sind archaische Kouroi oder Koren – überwand, und verteidigt das Werk Myrons, denn in der Kunst sei „doch gerade das Schwierige und Neue ganz besonders lobenswert.“

## Hochklassik
Zwei Jahrzehnte nur dauerte der Zeitraum, der als Hochklassik bezeichnet wird, von 450 bis 430/420 v. Chr. Zwei Jahrzehnte, in denen mit ungeheurer Anstrengung und mit ungeheuren finanziellen Mitteln, aber auch mit einem bis dahin nicht gekannten schöpferischen Potential die Kunst auf eine bis dahin unerreichte nachwirkende Reife gebracht wurde. Das Vorbildliche dieser Kunst, als welches es bereits der Antike galt und das in der Auseinandersetzung mit der Antike einen erheblichen Einfluss auf die Kunst der Neuzeit ausübte, ist die Grundlage für die Bezeichnung Hohe Klassik. Maßgeblich getrieben wurde diese Entwicklung von Athen und in Konkurrenz zu Athen. Mit den Siegen des Attischen Seebundes in letzten Gefechten gegen die Perser war um die Mitte des 5. Jahrhunderts v. Chr. die persische Gefahr gebannt und Athen forderte aufgrund seiner Leistungen eine gewisse Vormachtstellung unter den griechischen Poleis. Dies zu veranschaulichen und bei der Gelegenheiten die Verwüstungen der Perserkriege zu beseitigen, entwickelte Athen ein umfangreiches Bauprogramm, getrieben von der Partei des Perikles und unterstützt von den geistigen und künstlerischen Größen seiner Zeit.
Athen hob seine Demokratie mit der Beteiligung aller Bürger dank der Einführung von Diäten auf eine neue Stufe, das geistige Leben war geprägt von den Kräften des Nous, der Vernunft, und zog Gebildete aus allen Teilen der griechischen Welt an. Mit Anaxagoras hielt die ionische Naturphilosophie Einzug in Athen, Sophokles und Euripides schufen ihre Tragödien. Mit der Alten Komödie setzt in der Person des Kratinos zugleich die kritische Auseinandersetzung mit Perikles ein.

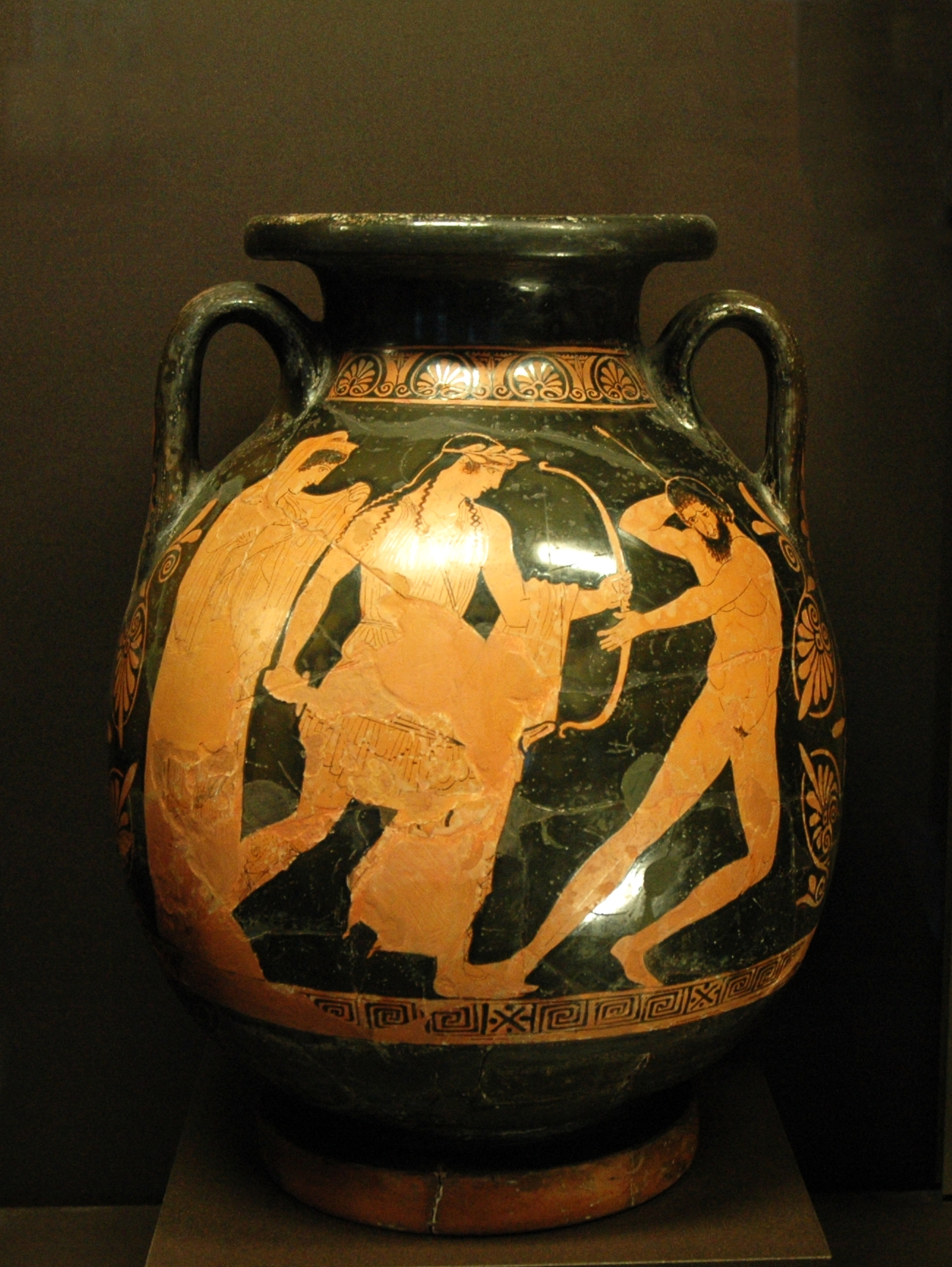
Pelike des Polygnotos, Louvre G 375, Paris

Die Konzentration auf Athen führte auf der anderen Seite zu einem Verlust der Vielfältigkeit. Einst eigenständige Zentren des Kunstschaffens verloren an Bedeutung, insbesondere in der Kleinplastik verarmte der Ideenreichtum und die Produktion ging zurück. In der Vasenmalerei kommt die Polychromie auf weißgrundigen Lekythen auf, für die nur noch die Konturen in mattgrauer oder roter Farbe vor dem Brand aufgetragen wird. Unter den Malern rotfiguriger Vasen sticht Polygnotos hervor, der seinen Namen wahrscheinlich nach dem bedeutenden Maler dieser Zeit, Polygnotos von Thasos, wählte. Auch dieser ein nach Athen Zugewanderter, der für seine Leistungen als Maler mit dem athenischen Bürgerrecht geehrt wurde, aber auch andernorts, etwa in Delphi wirkte.
Athen, das vor der Schlacht von Plataiai angeblich geschworen hatte, die von den Barbaren zerstörten Heiligtümer nicht wieder aufzubauen, zündete den Beginn der Hochklassik nach gängiger Theorie im Jahr 449/448 v. Chr. mit dem Vorhaben, Akropolis und zerstörte Heiligtümer Athens wieder zu errichten und neu zu gestalten. Freilich waren die hierfür notwendigen Vorbereitungen längst vorher in Angriff genommen worden. Bereits unter Kimon wurde die Akropolis eingeebnet und neu terrassiert, in dem Zusammenhang auch erweitert, was wahrscheinlich erst nach der Schlacht am Eurymedon um 465 v. Chr. denkbar war. Als dann 454 v. Chr. die Kasse des Attischen Seebundes von Delos nach Athen überführt worden war, standen den Athenern die finanziellen Mittel für ein derartiges Vorhaben zur Verfügung.

### Architektur

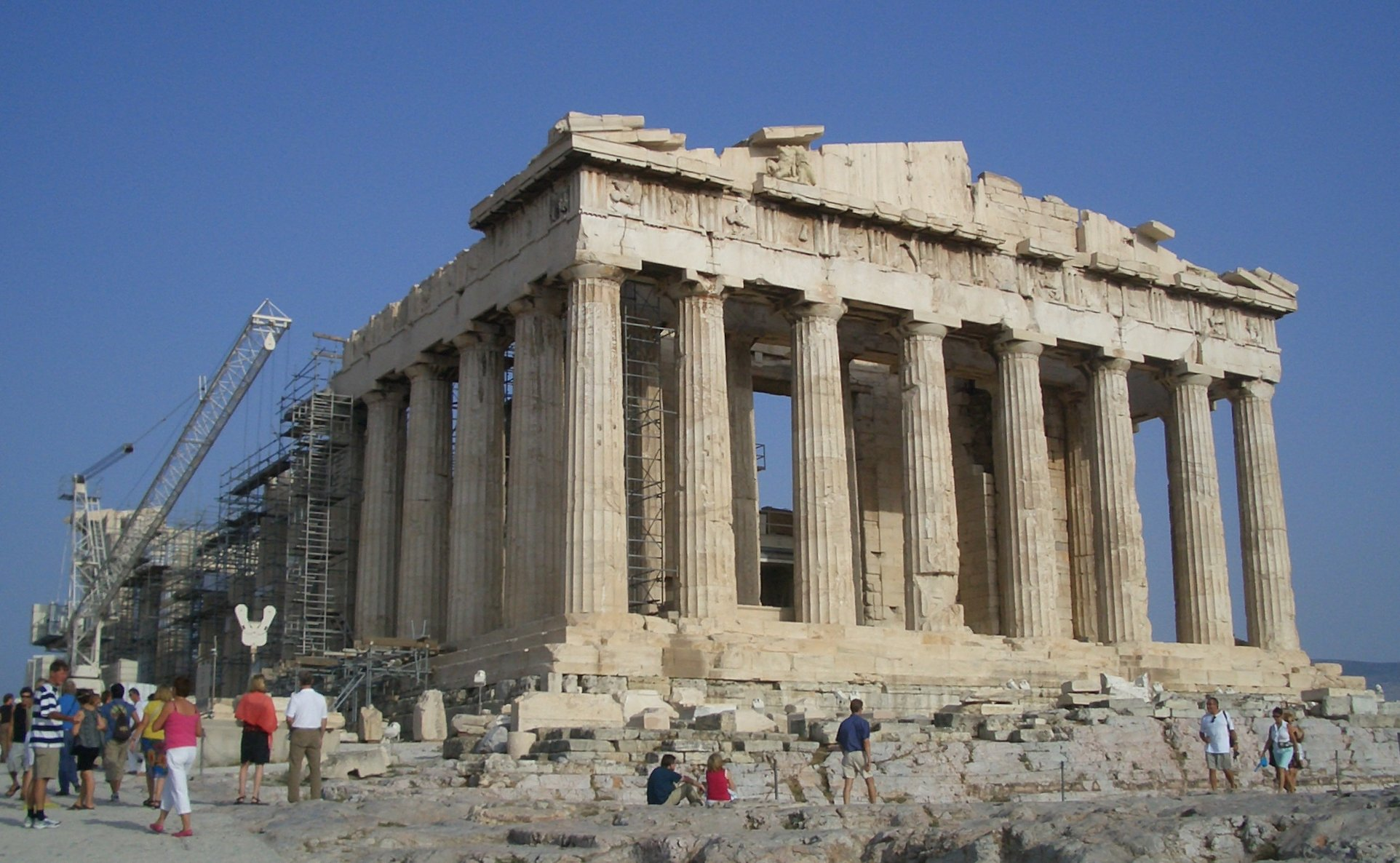
Parthenon, Athen

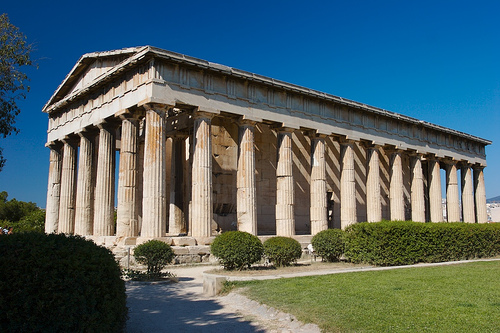
Tempel des Hephaistos, Athen

Für die Neugestaltung der Akropolis, in deren Baukommission Perikles selbst saß, wurden die Architekten Iktinos, Kallikrates und Mnesikles unter der leitenden Bauaufsicht des Phidias bestimmt. Das Vorhaben auf der Akropolis umfasste die Bauten des Parthenon, der Propyläen, des Erechtheions und des Tempels der Athena Nike. Begonnen und vollendet bis 430 v. Chr. wurden von diesen nur der Parthenon und die Propyläen. Am Rande der Agora entstand zur gleichen Zeit der Tempel des Hephaistos, am Ilisos der Tempel der Artemis Agrotera, auf Kap Sounion der Poseidontempel und in Eleusis wurde der unter Kimon begonnene Neubau des Telesterions durch Iktinos vollendet.
Am Parthenon bildeten 8 × 17 Säulen dorischer Ordnung den Säulenumgang, die Peristasis. Damit unterscheidet sich der Parthenon von allen früheren dorischen Tempeln, die nur sechssäulige Fronten kannten. Während ionische Tempel mit achtsäuligen Fronten aber einen doppelten Säulenkranz aufwiesen, erweiterte man am Parthenon die Cella um zwei Joche. Der Parthenon folgt darin dem bereits am Zeustempel in Olympia vorgegebenen klassischen Verhältnis von Säulen der Front- zu den Langseiten, das nach der Regel „Frontsäulen : Flankensäulen = n : (2n+1)“ entworfen wurde. Die gleiche Proportion auf das Verhältnis 4:9 gekürzt durchzieht alle weiteren Entwurfsmaße des Parthenon. Säulendurchmesser zu Säulenabstand wurden hierdurch festgelegt, das Seitenverhältnis des Stylobats folgt ihm, auch der Naos ohne Anten. Tempelbreite zu Tempelhöhe bis zum horizontalen Geison ist durch das Verhältnis 9:4 festgelegt, und dem folgt ins Quadratverhältnis gesteigert das Verhältnis zwischen Tempellänge zu Tempelhöhe, das 81:16 beträgt. Auch am Tempel des Hephaistos findet sich das Verhältnis 4:9 oder 9:4 in den Entwurfsmaßen wieder.
An beiden Bauten auffällig ist auch die Verschmelzung von Bau- und Dekorationselementen dorischer und ionischer Ordnung. Gehört schon der Fries der Cellawände beider Tempel nicht dem dorischen Formkanon an, so ist die Verwendung ionischen Profile an beiden Bauten, sei es am Wandfuß am Hephaisteion, sei es der Perlstab über dem Triglyphon des Parthenon, noch ungewöhnlicher, obgleich es ältere Ansätze hierzu gab. Ähnliche Phänomene sind an den Propyläen des Mnesikles, der seine ionischen Säulen in der Vorhalle des Prozessionsweges mit einer bis dahin dorischen Säulen eigentümlichen Entasis versah, zu beobachten.
Geregelte Proportion, Symmetria und Rhythmos, das feinsinnige Spiel mit ordnungsfremden Elementen kennzeichnen diese Architektur. Dass all diese Bauten mit optischen Verfeinerungen wie Kurvatur und Inklination aufwarten, ist geradezu selbstverständlich „klassisch“. Waren die Bauglieder älterer Tempel noch autonome Gebilde für sich, die entweder trugen oder lasteten, so wurden sie in den Bauten der Hochklassik in ein Netz aus Bewegung und Gegenbewegung verwoben, waren körperhafte Gebilde im Bewegungsfluss der Bauten.
Bewegung und Gegenbewegung, Ausgleich der Gegensätze und Kontrapost waren Themen, die seit Beginn der Frühklassik die griechischen Bildhauer beschäftigten. Und angesichts der Tatsache, dass mit Phidias ein ausgewiesener Bildhauer, vielleicht der größte Bildhauer seiner Zeit, die Aufsicht über die Arbeiten am Parthenon führte, mag erklären, wie diese Probleme und ihre Lösung in den Bereich der Architektur Einzug halten konnten.

### Plastik

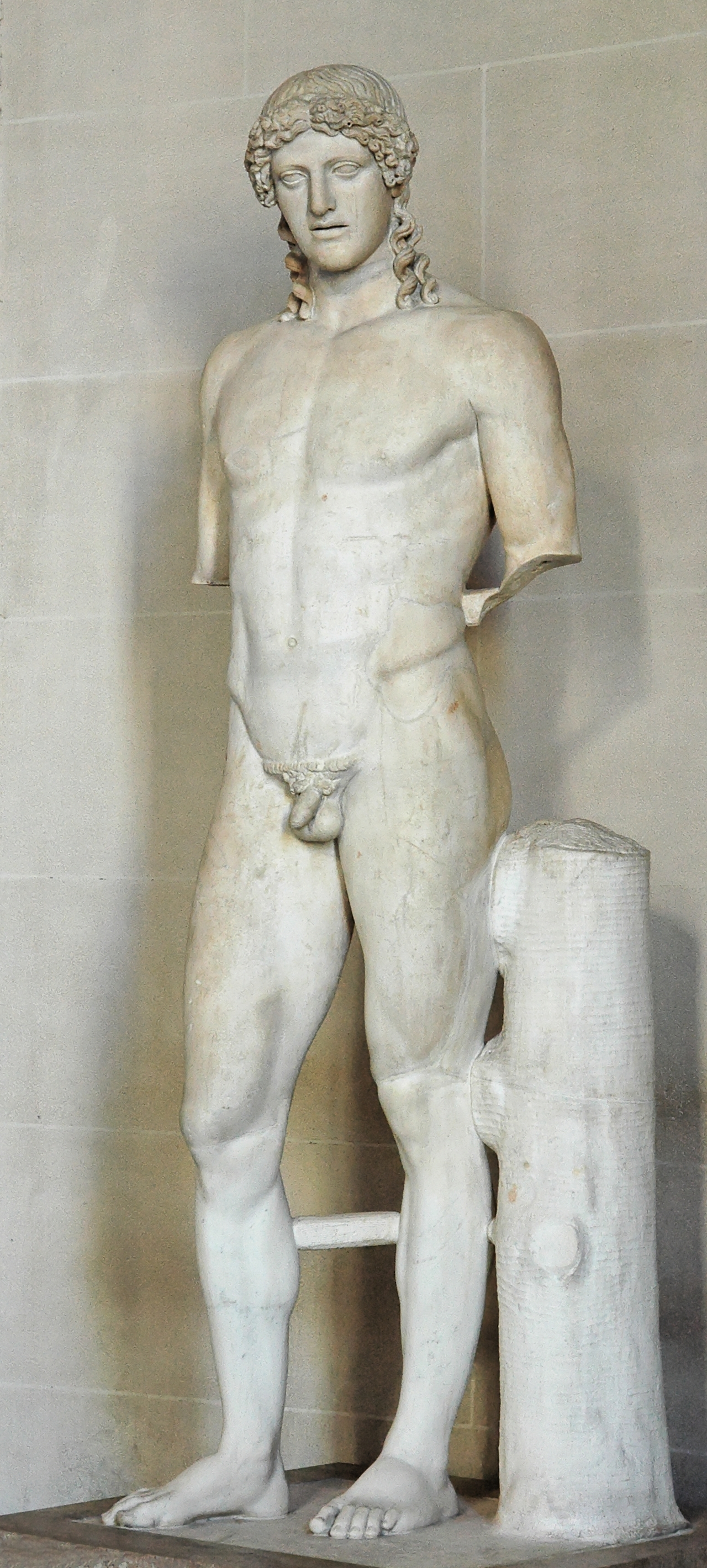
Apollonstatue Typus Kassel, Louvre

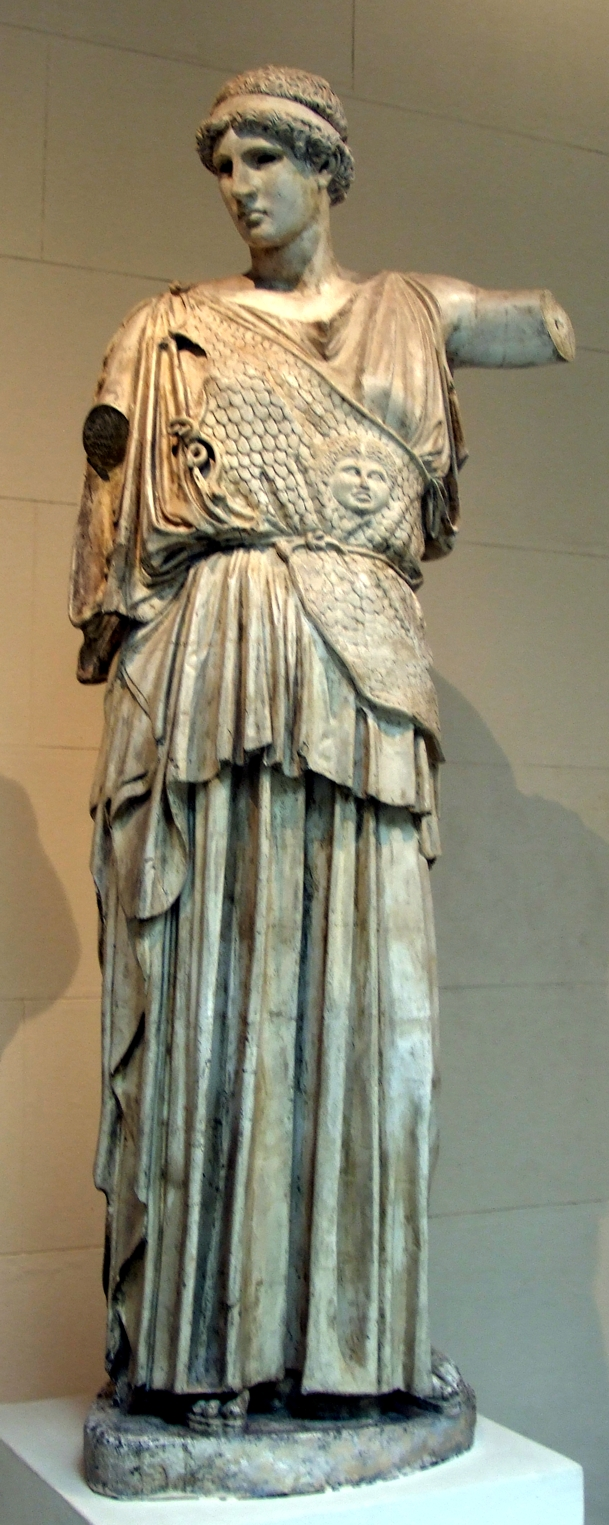
Athena Lemnia, Abguss im Puschkin-Museum, Moskau

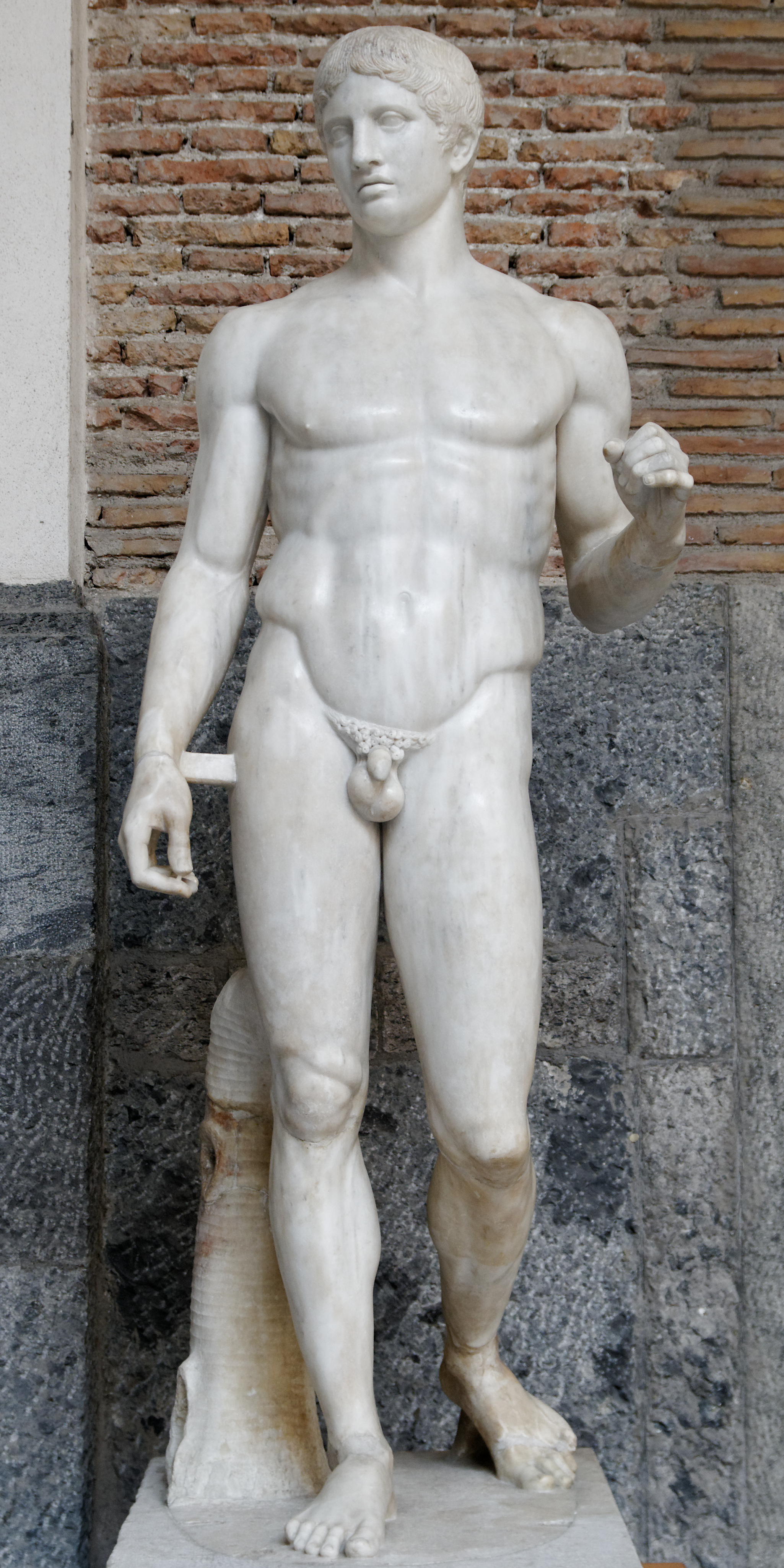
Doryphoros, Nationalmuseum, Neapel

Phidias als maßgeblicher Berater und zu Baubeginn des Parthenon wohl bereits berühmtester Bildhauer seiner Zeit hatte gerade die Arbeiten an seiner Athena Promachos abgeschlossen, als er mit der Bauleitung auf der Akropolis beauftragt wurde. Mit ihm und den Künstlern der eine Generation währenden Hochklassik beginnt eine neue Sicht auf den Menschen, auf die Kunst und auf das Verhältnis Natur – Kunst. Die in der Frühklassik begonnene Auseinandersetzung mit den Regeln der Kunst wird fortgeschrieben, neu geschrieben und anscheinend erstmals auch niedergeschrieben. Hatte die Frühklassik die „Wahrheit vervielfältigt“ und den Weg zu einem stark naturalistisch geprägten Realismus beschritten, so werden nun das Regelhafte, dessen Auffindung und Umsetzung einerseits, das Seelenhafte, Gefühl und Stimmung andererseits Leitthema in der Darstellung des Menschen.
Bezüglich des Regelhaften sind Symmetria und der Ausgleich von Bewegung und Gegenbewegung, von Aktion und Reaktion Ziele künstlerischer Gestaltung, die je verschiedenen Lösungen werden zu Leitformen der Kunstentwicklung. Der Stand, das Standmotiv und seine Auswirkungen – bei der nackten männlichen Statue auf die Muskulatur, bei der weiblichen Statue auf das Gewand – werden in immer neuen Versuchen durchgespielt und zu einer hochklassischen Form gebracht, dem chiastisch aufgebauten, durchponderierten Kontrapost: Der Mensch im Gleichgewicht, unabhängig von ruhigem Stand oder bewegter Aktion. Der „antistrophische Parallelrhythmus“ des Strengen Stils wird zu einer chiastischen Verschränkung der aktiven und passiven Gliedmaßen über beide Körperhälften weiterentwickelt.
Das Ergebnis liegt nicht sofort vor und bei Phidias und Polyklet, deren Werk die größte Berücksichtigung römischer Kopisten erfuhr, lassen sich Entwicklungen erkennen, ja sogar der Einfluss des polykletischen Werks auf das des Phidias feststellen. Das Werk anderer Künstler der Zeit, etwa des Kresilas, lässt sich hingegen nur schwer fassen, sollten die Zuweisungen der Amazone vom Typ des Sosikles oder der Athena von Velletri an Kresilas zutreffen, wäre auch bei ihm polykletischer Einfluss nachweisbar. Von Phidias’ Schüler und Mitarbeiter Agorakritos ist bislang nur die sehr fragmentarisch erhaltene Statue der Nemesis von Rhamnous erhalten, doch leitet er ebenso wie sein Zeitgenosse Alkamenes bereits zum Reichen Stil über.
Der Stand ist an den Statuen des Phidias um 450 v. Chr. noch eng, beim Kasseler Apoll treten beide Füße mit ganzer Sohle auf, das Spielbein ist leicht zur Seite und nach vorn gestellt. Die Schultern antworten nur schwach auf die Kontraktion der Standbeinseite, der der Kopf zugewandt ist. Der Oberkörper ist mit deutlichen Leistenwulsten von den Oberschenkeln abgesetzt. Ganz ähnlich, aber bereits mit leicht gehobener Ferse des parallel aufgesetzten Spielbeins stellte Phidias die bald nach 450 v. Chr. geschaffene Athena Lemnia dar. Das Motiv des aufgestützten linken Arms, des nach vorn abgewinkelten Unterarms der Standbeinseite erlaubte eine stärkere Ponderation im Bereich der Schulter, die nun deutlich der Kontraktion der Standbeinseite folgt und zu dieser abfällt. Dem entspricht in chiastischer Weise der ansteigende Überhang des gegürten Peplos, der zum höher stehenden rechten Hüftgelenk ansteigt. An der Athea Parthenos schließlich, die 437 v. Chr. vollendet wurde, ist das Spielbein leicht zur Seite und zurückgesetzt, die Ferse vollends gehoben.
Proprium eius est, uno crure ut insisterent signa – „Eigentümlich für ihn ist, dass die Standbilder mit einem Bein auftreten“. Mit diesen Worten kennzeichnet Plinius das Werk Polyklets. Polyklet war der Erfinder des Standmotivs, bei dem der Fuß des Spielbeins nur noch mit dem Ballen den Boden berührt, mit allen Konsequenzen für die Ponderation und den Kontrapost, der in seinem Werk und namentlich im Doryphoros die allgemeingültige Formulierung fand. Tragen und Lasten, Bewegung und Gegenbewegung, Heben und Senken, Anspannung und Entspannung – alle Gegensätze finden in seinem Werk einen harmonischen Ausgleich bis in die Haarspitzen mit ihren gerühmten Zangenmotiven. Ein Menschenbildner, ἀνδριαντοποιός, bereits im antiken Urteil, während Phidias, Praxiteles und Skopas als ἀγαλματοποιός, Götterbildner, galten, der sein großes Thema immer wieder auf Neue anging und variierte, wie etwa am Diadumenos. Varro sagte denn Polyklet auch nach, seine Standbilder „gehen alle sozusagen auf ein einziges Modell zurück“.
Um 430 v. Chr. führte ein von Ephesos ausgeschriebener Wettbewerb die größten Künstler der Hochklassik zusammen:

„Es traten aber die am höchsten gepriesenen Künstler in Wettbewerb miteinander, obwohl sie zu verschiedenen Zeiten geboren waren: da sie nämlich die Amazonen, die im Tempel der Diana in Ephesos geweiht werden sollten, geschaffen hatten, kam man darin überein, durch das Urteil der anwesenden Künstler selbst die anerkannteste bestimmen zu lassen, als es nämlich offensichtlich war, dass einer Amazone von allen der zweite Preis nach der jeweils eigenen zugesprochen würde. Die ist die Amazone Polyklets, den zweiten Platz belegte Phidias, den dritten Kresilas, den vierten Kydon und den fünften Phradmon.“

Unter den erhaltenen Statuentypen gehen die Amazonen vom Typ Sosikles, „Mattei“ und „Sciarra“ auf den Wettbewerb zurück. Welche Schwierigkeiten die Hochklassik dennoch bereithält, sieht man an dem Umstand, dass bis heute die Zuweisung der Amazonentypen an einzelne Künstler umstritten ist.